# ماری هاینز
مدونا ماری هاینز یک خواننده و ترانه‌سرای پاپ مستقل ساکن نشویل است. او از سال ۲۰۱۰ یک آلبوم استودیویی و شش آلبوم چندآهنگه منتشر کرده‌است موسیقی او اغلب در تلویزیون، کمپین‌های تبلیغاتی و فیلم‌های ملی و بین‌المللی استفاده می‌شود. سبک موسیقی او با اینگرید مایکلسون، نورا جونز، رجینا اسپکتور و سارا باریل مقایسه شده‌است.
هاینز در شارلوت، کارولینای شمالی به دنیا آمد. وقتی او جوان بود، خانواده اش به اسپارتانبورگ، کارولینای جنوبی نقل مکان کردند. او از سن شش سالگی شروع به گذراندن کلاس‌های پیانو کلاسیک کرد و در سن دوازده سالگی آهنگ‌های خود را می‌نوشت. در سال ۲۰۰۵، هاینز به نشویل نقل مکان کرد تا در دانشگاه بلمونت تحصیل کند و در آنجا پیانو تجاری و صدای تجاری را مطالعه کرد. او در سال ۲۰۰۹ با مدرک لیسانس در رشته صدای بازرگانی فارغ‌التحصیل شد. در سال ۲۰۱۳، هاینز با بن رینگل ازدواج کرد و در حال حاضر در نشویل زندگی می‌کنند.

## آلبوم‌ها
| نام                                | تاریخ انتشار      |
| ---------------------------------- | ----------------- |
| ارزش مبارزه را دارد                | ۷ دسامبر ۲۰۱۰     |
| جلسات اتاق نشیمن                   | ۱۷ مه ۲۰۱۱        |
| بوسه کامل                          | ۲۴ ژانویه ۲۰۱۲    |
| سقوط قلب                           | ۲۸ فوریه ۲۰۱۲     |
| عشق من هرگز شما را شکست نخواهد داد | ۲۹ ژانویه ۲۰۱۳    |
| جزر و مد و دریا                    | ۱۲ فوریه ۲۰۱۳     |
| همه چیز را ذخیره کنید              | ۱ اوت ۲۰۱۳        |
| جزر و مد و دریا (نسخه‌های سینمایی)  | ۲۷ اوت ۲۰۱۳       |
| بوسه کامل (ریمیکس)                 | ۱۱ فوریه سال ۲۰۱۴ |
| صبر کن                             | ۲۴ فوریه ۲۰۱۵     |
| بی پایان                           | ۹ ژوئن ۲۰۱۵       |
| شکوفه‌های ژاپنی                     | ۳ ژوئن ۲۰۱۶       |